# Edisto (martire)
Sant'Edisto (conosciuto anche come Aristo, Resto o Oreste) è venerato come santo e martire dalla Chiesa cattolica. La leggenda ritiene che sia stato martirizzato sulla via Laurentina, al tempo delle persecuzioni dell'imperatore Nerone, precisamente il 12 ottobre dell'anno 60.
I suoi compagni di martirio sono riconosciuti coi nomi di Termanzia, Cristina, la serva Vittoria e il sacerdote Prisco.

## Leggenda
Secondo il racconto leggendario del suo martirio, Edisto era un soldato dell'Esercito Romano, proveniente dalla nobile famiglia degli Aristi. Fu probabilmente a causa dei suoi ottimi servigi che venne nominato scudiero dell'imperatore Nerone. La tradizione vuole, nonostante la sua carriera militare, Edisto, profondo ammiratore del Cristianesimo, ottenne il sacramento del battesimo dall'apostolo Pietro.
Un giorno in cui scortava l'imperatore nella città di Laurento, il santo conobbe alcuni cristiani del posto, tra i quali il presbitero Prisco, sua moglie Termanzia, la figlia Cristina (o Criste) e la serva Vittoria, insieme ai quali prese segretamente parte ad una liturgia, celebrata di notte in un arenario. Sorpreso insieme ai compagni, a causa del tradimento di uno dei suoi servi, Edisto venne arrestato e in seguito sepolto vivo in compagnia di tutti gli altri fedeli. La sola Vittoria riuscì a sfuggire al martirio, venendo poi raggiunta in un bosco e trucidata.
Sul luogo del martirio sorsero una chiesa e un villaggio. Il villaggio, denominato curtis Sancti Heristi, venne trasferito sulle pendici del Monte Soratte per una migliore difesa contro gli assalitori. La costruzione a scopo difensivo prese dunque il nome di Castrum Sancti Heristi, più tardi Sant'Oreste. La chiesa romanica di Sant'Edisto, tuttavia, esiste ancora.

## Culto
Durante il papato di Gregorio Magno, sul territorio di San Paolo fuori le Mura esisteva un monastero dedicato a Sant'Edisto. Nel VII secolo, le sue reliquie, insieme a quelle di Cristina e Vittoria, vennero venerate lì. Il sepolcro di Edisto venne collocato alla sedicesima pietra miliare della Via Ardeatina. Proprio qui sorgeva un'altra chiesa in onore del santo, ristrutturata durante il regno di papa Adriano I (772-795). Esisteva inoltre una tenuta papale (domusculta) che era chiamata Sancti Edisti.